# Teseo Tesei
Teseo Tesei (Marina di Campo, 3 janvier 1909 - La Valette, 26 juillet 1941) est un militaire et un inventeur italien. Il est major du génie naval (Corpo del genio navale) de la Regia Marina, plongeur breveté, et sert comme opérateur dans la Xe Flottiglia MAS pendant la Seconde Guerre mondiale, étant décoré de la médaille d'or de la valeur militaire pour sa bravoure lors de sa dernière mission.

## Biographie
Il est né à Marina di Campo, sur l'île d'Elbe, le 3 janvier 1909, dernier des huit enfants d'Ulisse, propriétaire d'une petite flotte destinée au transport du vin outre-mer, et de Rosa Carassale. Après avoir fréquenté le lycée du Collegio degli Scolopi de Florence, il entre à l'Académie royale de marine de Livourne (Accademia Navale di Livorno) en 1925.
En 1930, il suit le cours normal du Corps des ingénieurs navals (Corpo del genio navale) à l'Académie de Livourne, et quitte l'année suivante avec le grade de lieutenant du Génie Naval (Tenente di genio navale)  En 1933, il sort diplômé avec mention de l'École des ingénieurs navals de Naples, et obtient l'année suivante sa licence de plongée à la Regia Scuola palombari de La Spezia.
Affecté à la 1re flottille de sous-marins à La Spezia, il a eu de nombreuses affectations dans des unités sous-marines et de surface. Promu capitaine du Génie Naval, il a participé à la guerre civile espagnole en tant que volontaire.
Au début de la Seconde Guerre mondiale, il est affecté au Ve escadron de la 1re flottille MAS, stationnée à La Spezia. En août de la même année, en reconnaissance de ses études sur les navires d'assaut, il reçoit la médaille d'or de 1re classe pour avoir conçu des inventions utiles à la marine.
Fin août 1940, il participe aux opérations de sauvetage de l'équipage du sous-marin Iride, coulé par des bombardiers torpilleurs britanniques dans le golfe de Bomba alors qu'il tente de faire venir des navires d'assaut à proximité de la base britannique d'Alexandrie avec l'intention de l'attaquer. Pour la bravoure dont il a fait preuve lors de l'opération de sauvetage, il reçoit la médaille d'argent de la valeur militaire et est promu au grade de major du Génie Naval en décembre de la même année.

### L'attaque de Malte
Dans la nuit du 25 au 26 juillet 1941, il a participé à l'opération Malta Due, nom donné par la Regia Marina à l'action de forcer la base navale britannique de La Valette à Malte. Dans le cadre d'une action commune, deux siluri a lenta corsa (SLC) devaient faire sauter les filets de protection du port, afin de permettre à six barges explosives de se diriger vers les navires sans défense placés dans la rade,.
Cependant, en raison de défaillances techniques non définies qui s'étaient produites sur l'autre SLC, un retard s'est accumulé dans les opérations de mise en place des charges, ce qui risquait de faire rater toute l'opération. Par conséquent, afin de ne pas compromettre la mission des chalands explosifs, Tesei a délibérément décidé de "zéro fusée", c'est-à-dire de renoncer à s'éloigner de l'arme avant qu'elle n'explose sous la cible, se sacrifiant ainsi aux côtés du 2e plongeur en chef Alcide Pedretti.
Pour cet acte héroïque, il a reçu la Médaille d'or de la valeur militaire à titre posthume. En 1942, l'Université de Padoue lui a rendu hommage en lui décernant un diplôme honorifique à titre posthume.
Le lieutenant-gouverneur de Malte, Sir Edward Jackson, rappelant l'épisode du 4 octobre 1941, a écrit : « En juillet dernier, les Italiens ont mené une attaque avec la grande décision de pénétrer dans le port, en employant des MAS et des torpilles humaines armées par des escadrons suicide (...). Cet exploit exigeait les plus hautes qualités de courage personnel ».

## Torpille à faible vitesse
Pendant ses études à l'Académie navale de Livourne, Tesei a commencé à réfléchir, avec son ami Italo Piccagli, à la façon de moderniser et de renouveler la conception de la mignatta (torpille automotrice) construite par Raffaele Rossetti et Raffaele Paolucci pendant la Première Guerre mondiale. En 1935, avec l'aide de l'ingénieur naval Elios Toschi, il conçoit une torpille à faible vitesse (torpille à fonctionnement lent ou en italien siluro a lenta corsa), qui devait permettre à deux opérateurs équipés d'un appareil respiratoire de la piloter tout en naviguant sous l'eau. Afin qu'ils puissent se diriger sans être dérangés sous la cible pour l'attaquer, et en raison de sa forme accroupie, la torpille à fonctionnement lent fut rebaptisée maiale (en français: cochon),,.
Cependant, pour réussir à piloter efficacement la torpille, il a fallu concevoir un appareil respiratoire permettant aux plongeurs de rester sous l'eau pendant de longues périodes. À l'époque, un recycleur d'oxygène en boucle fermée, appelé masque Davis, existait déjà et était utilisé pour les sorties de secours par les équipages des sous-marins en panne. Cependant, ce dispositif s'était révélé au fil du temps peu fiable et avait une autonomie réduite,.
À l'époque, le commandant Angelo Belloni, technicien qualifié et auteur d'études sur la plongée, travaillait depuis un certain temps sur le problème du masque Davis. En unissant leurs forces, Tesei et Belloni ont réussi à faire passer l'autonomie du respirateur de 20 minutes à plusieurs heures, tout en augmentant sa fiabilité. Le nouvel appareil respiratoire, appelé modèle 49/bis, a été approuvé en juillet 1936,.

## Reconnaissances
L'Aérodrome de Marina di Campo sur l'île d'Elbe, un lycée à Livourne et le COMSUBIN (Comando subacquei e incursori), dont le nom officiel est Raggruppamento subacquei e incursori Teseo Tesei, ont été baptisés du nom de Tesei,, le groupe de la Marine chargé des opérations de guerre non conventionnelle en milieu aquatique. Avec le régiment du Col Moschin de l'armée de terre, le GIS des carabiniers et les Eclaireurs de la 17e escadre de l'Aeronautica militare (armée de l'air italienne), ils constituent l'une des forces spéciales italiennes.

## Récompenses
Médaille d'argent de la valeur militaire
"Embarqué en transit sur un navire de soutien attaqué à très basse altitude par des torpilles et des mitrailleuses ennemies qui ont réussi à faire couler l'unité, il a fait preuve de mépris du danger et d'audace. Il a ensuite participé aux opérations de sauvetage des survivants enfermés dans un sous-marin, torpillé et coulé en même temps, faisant face pendant plus de 24 heures aux dangers les plus graves et aux difficultés les plus difficiles, sans se soucier de sa propre sécurité, atteignant son but. Il a ainsi donné la preuve des plus hautes et nobles vertus militaires de sang froid, de courage et de généreux désintéressement".
- Golfe de Bomba, 22-24 août 1940. Zone de guerre 31 août 1940.
- Arrêté royal du 27 décembre 1941.
 Médaille d'or de la valeur militaire (à titre posthume)
"Officier supérieur du génie naval, au cours de longues années de travail tenace, intelligent et passionné, il a réussi, en surmontant des difficultés de toute sorte, à réaliser, en coopération avec d'autres quelques courageux techniciens, et par la suite à améliorer les embarcations d'assaut sous-marines de la marina de Regia. Non satisfait de la contribution décisive apportée par sa brillante intelligence et sa culture profonde, il a voulu personnellement essayer, tester et utiliser cette arme insidieuse dans la guerre. Bien qu'il soit physiquement handicapé pour cette activité, il veut participer de manière inflexible au forçage d'une des bases navales les plus puissantes et les mieux équipées de l'adversaire, en conduisant l'instrument qu'il a inventé. Lorsqu'un retard s'est produit au cours de l'action, en raison d'incidents techniques imprévus, qui aurait pu compromettre le résultat, afin de gagner du temps et d'accomplir sa tâche à tout prix, il a décidé d'abandonner et de s'éloigner de l'arme avant qu'elle n'explose contre la cible. Avec le sacrifice de sa vie, il s'est élevé, avec son second homme qui lui est resté fidèle jusqu'à la mort, à la plus pure gloire de l'holocauste conscient. Il était un exemple de nobles vertus militaires et de dévouement sublime à son pays, au-delà de l'appel du devoir".
- Les eaux de Malte, à l'aube du 26 juillet 1941.
- Décret royal du 31 mai 1946.